# Lili (1953)
Lili är en amerikansk film från 1953 i regi av Charles Walters.  

## Handling
Lili har ingenstans att ta vägen när hennes far avlider. Hon träffar Marc och följer honom hem. Hans hem visar sig vara en cirkus, där han är trollkarl.

## Om filmen
Filmen spelades in under mars och april 1952 och hade premiär i New York den 10 mars 1953.
En av de tidigaste förekomsterna av smilies var i en annons för filmen i New York Herald Tribune på premiärdagen.

## Rollista
- Leslie Caron – Lili Daurier
- Mel Ferrer – Paul Berthalet
- Jean-Pierre Aumont – Marc
- Zsa Zsa Gabor – Rosalie
- Kurt Kasznar – Jacquot

## Utmärkelser

### Oscar
Vid Oscarsgalan 1954 var filmen nominerad i kategorierna bästa kvinnliga huvudroll, bästa regi, bästa manus, bästa foto (färg), bästa scenografi (färg) och bästa filmmusik (drama eller komedi). Den vann priset i kategorin bästa filmmusik (drama eller komedi).

### Övriga utmärkelser
- 1953 – NBR Award – Topp 10-film
- 1954 – BAFTA Award – Bästa utländska kvinnliga skådespelare, Leslie Caron
- 1954 – Filmfestivalen i Cannes – Bästa underhållningsfuilm, Charles Walters
- 1954 – Golden Globe Award – Bästa manus, Helen Deutsch
- 1954 – WGA Award – Bäst skrivna amerikanska musikal, Helen Deutsch

### Webbkällor
- Lili på Internet Movie Database (engelska)
- Lili på Svensk Filmdatabas